# Chamier IV
Chamier IV (Gliszczyński II, Chamier-Gliszczyński II) – kaszubski herb szlachecki.

## Opis herbu
Opis z wykorzystaniem zasad blazonowania, zaproponowanych przez Alfreda Znamierowskiego:
W polu strzała, barwy nieznane. Klejnot: nad hełmem w koronie księżyc z twarzą na opak (okiem w prawo), barwy nieznane. Labry: w barwach nieznanych.

## Najwcześniejsze wzmianki
Wymieniany słownie przez Emiliana Szeliga-Żernickiego (Die Polnische Stammwappen i Der Polnische Adel) i w Nowym Siebmacherze. Rekonstrukcja Przemysława Pragerta.

## Herbowni
Chamier (Chamer, Chamir, Chamirsz, Chammer, Chammier, Chamyr, Szamier). Wedle Pragerta, herbem tym mieli posługiwać się jacyś Chamierowie z przydomkiem Gliszczyński.
Chamierowie innych przydomków mieli używać wedle Pragerta innych herbów: Chamier, Chamier II, Chamier III.